# Трі-Ріверс (Каліфорнія)
Трі-Ріверс (англ. Three Rivers) — переписна місцевість (CDP) в США, в окрузі Туларе штату Каліфорнія. Населення — 2053 особи (2020).

## Географія
Трі-Ріверс розташоване за координатами 36°25′55″ пн. ш. 118°52′50″ зх. д. / 36.43194° пн. ш. 118.88056° зх. д. (36.431936, -118.880610).  За даними Бюро перепису населення США в 2010 році переписна місцевість мала площу 115,27 км², уся площа — суходіл.

### Клімат
| Клімат : Трі-Ріверс               | Клімат : Трі-Ріверс | Клімат : Трі-Ріверс | Клімат : Трі-Ріверс | Клімат : Трі-Ріверс | Клімат : Трі-Ріверс | Клімат : Трі-Ріверс | Клімат : Трі-Ріверс | Клімат : Трі-Ріверс | Клімат : Трі-Ріверс | Клімат : Трі-Ріверс | Клімат : Трі-Ріверс | Клімат : Трі-Ріверс | Клімат : Трі-Ріверс |
| Показник                          | Січ.                | Лют.                | Бер.                | Квіт.               | Трав.               | Черв.               | Лип.                | Серп.               | Вер.                | Жовт.               | Лист.               | Груд.               | Рік                 |
| Абсолютний максимум, °C           | 26,1                | 29,4                | 31,7                | 37,8                | 41,1                | 44,4                | 44,4                | 45,6                | 42,8                | 38,9                | 31,1                | 25,6                | 45,6                |
| Середній максимум, °C             | 14,8                | 17,2                | 20,0                | 23,6                | 28,9                | 33,7                | 37,2                | 36,6                | 33,5                | 26,9                | 19,0                | 14,6                | 25,5                |
| Середній мінімум, °C              | 1,9                 | 3,5                 | 5,2                 | 6,8                 | 10,4                | 14,4                | 17,9                | 17,3                | 14,3                | 9,3                 | 4,5                 | 1,7                 | 8,9                 |
| Абсолютний мінімум, °C            | −6,7                | −7,2                | −5                  | −5,6                | 0,6                 | 3,9                 | 0,6                 | 0,0                 | −2,2                | −3,3                | −5                  | −8,9                | −8,9                |
| Норма опадів, мм                  | 116                 | 110                 | 107                 | 55                  | 24                  | 8                   | 2                   | 1                   | 12                  | 28                  | 69                  | 99                  | 631                 |
| Днів з опадами                    | 7,7                 | 8,6                 | 8,4                 | 6,0                 | 2,7                 | 0,7                 | 0,5                 | 0,3                 | 1,1                 | 3,0                 | 5,5                 | 7,8                 | 52,4                |
| --------------------------------- | ------------------- | ------------------- | ------------------- | ------------------- | ------------------- | ------------------- | ------------------- | ------------------- | ------------------- | ------------------- | ------------------- | ------------------- | ------------------- |
| Джерело: NOAA (normals 1981−2010) |                     |                     |                     |                     |                     |                     |                     |                     |                     |                     |                     |                     |                     |

## Демографія
Згідно з переписом 2010 року, у переписній місцевості мешкали 2182 особи в 1018 домогосподарствах у складі 617 родин. Густота населення становила 19 осіб/км².  Було 1312 помешкання (11/км²).
Расовий склад населення:
| - 90,6 % — білих - 1,4 % — азіатів - 1,2 % — корінних американців - 0,3 % — чорних або афроамериканців - 3,4 % — осіб інших рас |

До двох чи більше рас належало 3,0 %. Частка іспаномовних становила 9,7 % від усіх жителів.
За віковим діапазоном населення розподілялося таким чином: 16,2 % — особи молодші 18 років, 59,4 % — особи у віці 18—64 років, 24,4 % — особи у віці 65 років та старші. Медіана віку мешканця становила 52,3 року. На 100 осіб жіночої статі у переписній місцевості припадало 98,2 чоловіків;  на 100 жінок у віці від 18 років та старших — 93,4 чоловіків також старших 18 років.
Середній дохід на одне домашнє господарство  становив 68 375 доларів США (медіана — 45 833), а середній дохід на одну сім'ю — 93 782 долари (медіана — 80 083). Медіана доходів становила 69 792 долари для чоловіків та 47 784 долари для жінок. За межею бідності перебувало 11,7 % осіб, у тому числі 11,3 % дітей у віці до 18 років та 5,2 % осіб у віці 65 років та старших.
Цивільне працевлаштоване населення становило 974 особи. Основні галузі зайнятості: мистецтво, розваги та відпочинок — 19,7 %, освіта, охорона здоров'я та соціальна допомога — 18,5 %, публічна адміністрація — 11,1 %, роздрібна торгівля — 9,5 %.